# Mezoszféra (geológia)

A Föld belső szerkezete

A mezoszféra a földköpeny alsó része, mely az asztenoszféránál ridegebb, de a földkéregnél viszkózusabb. A földmag külső határától (2900 km) 700 km-ig terjed és magába foglalja a köpeny jelentősebb részét.